# Olesicampe conglomerata
Olesicampe conglomerata är en stekelart som beskrevs av Hedwig 1956. Olesicampe conglomerata ingår i släktet Olesicampe och familjen brokparasitsteklar. Inga underarter finns listade i Catalogue of Life.